# オネエシスターズ
オネエシスターズは、日本のタレントグループ。株式会社PABLO所属。
2020年4月4日にタレントのゆしんと鈴木ゆま、たけうち亜美の三人で、結成、活動を始める。